# Neck City
Neck City és una població dels Estats Units a l'estat de Missouri. Segons el cens del 2000 tenia 119 habitants.

## Demografia
Segons el cens del 2000, Neck City tenia 119 habitants, 49 habitatges, i 34 famílies. La densitat de població era de 459,5 habitants per km².
Dels 49 habitatges en un 30,6% hi vivien nens de menys de 18 anys, en un 46,9% hi vivien parelles casades, en un 6,1% dones solteres, i en un 30,6% no eren unitats familiars. En el 28,6% dels habitatges hi vivien persones soles el 12,2% de les quals corresponia a persones de 65 anys o més que vivien soles. El nombre mitjà de persones vivint en cada habitatge era de 2,43 i el nombre mitjà de persones que vivien en cada família era de 2,91.
Per edats la població es repartia de la següent manera: un 26,9% tenia menys de 18 anys, un 10,1% entre 18 i 24, un 24,4% entre 25 i 44, un 27,7% de 45 a 60 i un 10,9% 65 anys o més.
L'edat mediana era de 36 anys. Per cada 100 dones de 18 o més anys hi havia 128,9 homes.
La renda mediana per habitatge era de 29.375 $ i la renda mediana per família de 33.438 $. Els homes tenien una renda mediana de 16.458 $ mentre que les dones 20.000 $. La renda per capita de la població era de 12.454 $. Cap de les famílies i el 3,4% de la població estaven per davall del llindar de pobresa.

## Poblacions més properes
El següent diagrama mostra les poblacions més properes.